# Idioma shuri
El shuri fue una variedad lingüística hablado en las islas Ryukyu, durante el reino de Ryukyu, en el mar de Japón.

## Uso
Este dialecto se caracteriza por la complejidad ya que posee variaciones entre las clases sociales, sexo y edad. Tienen una diversidad de características que se adhieren directamente a las clases sociales que se marcaron durante el reino de Ryukyu, siendo distinguible tres clases sociales: aristocracia, gentío y los comunes, entre los hombres y mujeres y también entre los distintos grupos etarios. El respeto no tan solo se mantenía en las conversaciones entre dos personas de la misma clase social, sexo e incluso edad, pero se diferenciaba tan solo por el mes de nacimiento, siendo más importante el que nació antes. Cuando dos personas poseían distintas clases sociales, la conversación se volvía bastante compleja.

## Fonética
Las características fonéticas del dialecto Shuri se diferencia del japonés estándar principalmente por los cambios vocales de la e a la i y la o a la u. Por ejemplo, la palabra lluvia en japonés se pronuncia ame, mientras que en el dialecto shuri se pronuncia ami. De la misma manera, la palabra nube se pronuncia kumo en japonés, mientras que en shuri es kumu. 
Algunas diferencias entre el idioma japonés y el dialecto Shuri también existen en las consonantes.
| Japonés | Shuri | Ejemplo (idioma japonés) | Ejemplo (dialecto shuri) | Idioma Español |
| ------- | ----- | ------------------------ | ------------------------ | -------------- |
| k       | chu   | yuki                     | yuchi                    | nieve          |
| chi     | tsi   | michi                    | mitsi                    | camino         |
| mi      | n     | minato                   | nnatu                    | puerto         |
| ri      | i     | odori                    | udui                     | baile          |
| wa      | a     | kawa                     | kaa                      | río            |